# Frédéric Perez
Pour les articles homonymes, voir Frédéric Perez (boxe anglaise) et Perez.
Frédéric Perez, né le 19 juillet 1961 à Oran (Algérie française), est un ancien handballeur français évoluant au poste de gardien de but. Avec l'Équipe de France, il est notamment médaillé de bronze des Jeux olympiques de 1992 et vice-champion du monde en 1993.

## Biographie

### Parcours en club
Frédéric Perez évolue pendant quinze saisons au plus haut niveau. Après la relégation du Thonon AC en 1982, il rejoint l'ES Saint-Martin-d'Hères. Deux plus tard, il prend la direction de la Stella Saint-Maur en 1984 puis l’US Créteil en 1988. Pendant trois saisons, il vit ces plus belles années sportives. Jean-Claude Tapie y a en effet créé le premier club professionnel du handball français. Autour de joueurs de très haut niveau tels que Pascal Mahé, Denis Tristant ou encore Mile Isaković, il réalise notamment une exceptionnelle saison 1988-1989 avec le doublé coupe-championnat et avec la finale de la Coupe d'Europe des vainqueurs de coupe. La saison suivante, il atteint aussi la demi-finale de la Coupe des clubs champions européens.
En 1991, il rejoint l'USM Gagny, puis trois saisons plus tard le Spacer's Toulouse où il termine sa carrière en 1997.

### Parcours en équipe nationale
International français à 138 reprises, il participe à l'aventure des Barjots qui, à la surprise du handball mondial, obtient la médaille de bronze aux Jeux olympiques de 1992 face à l'Islande, après avoir échoué en demi-finale face à la Suède. L'année suivante, il fait également partie de l'équipe qui obtient l'argent lors du mondial 1993, battue par la Russie.
En 1994, avec notamment Jean-Luc Thiébaut, ils décident de laisser leur place en équipe de France aux jeunes talents qu'étaient Christian Gaudin, Bruno Martini et Yohann Delattre et n'ont donc pas participé au premier titre de champion du monde d'un sport collectif français en championnat du monde 1995.

### Depuis sa retraite sportive
Après sa carrière sportive, il préfère se consacrer à sa vie familiale et à sa carrière professionnelle de professeur d'éducation physique et sportive. Mais il ne quitte jamais vraiment le handball. Il continue ainsi à s’entretenir et fait même une pige au Spacer's Toulouse en remplacement de Bruno Martini, suspendu. Puis, en 2001, il rejoint Alain Raynal au poste d'entraîneur du Spacer's Toulouse,, succédant ainsi à Claude Onesta, nouvel entraîneur de l'équipe de France. Par la suite, il intervient au Pôle espoir de Toulouse tout en étant professeur d'EPS au lycée Raymond Naves de Toulouse, aux côtés de son acolyte Alain Raynal. Ponctuellement, il intervient, à la demande de Guy Petitgirard, auprès de l'équipe de France junior en vue des championnats d'Europe et du monde juniors.
En 2013, à la suite de la nomination d'Alain Portes à la tête de l'équipe de France féminine, il devient entraîneur des gardiennes de but de la sélection nationale.

## Palmarès

### En club
- Coupe d'Europe des vainqueurs de coupe : finaliste en 1989
- Coupe des clubs champions européens : demi-finaliste en 1990
- Championnat de France (1) : 1989
- Coupe de France (1) : 1989

### En équipe de France
Jeux olympiques
- Médaille de bronze des Jeux olympiques de 1992 à Barcelone

Championnats du monde
- Médaille d'argent du Championnat du monde 1993
- 9e place au championnat du monde 1990,  Tchécoslovaquie